# Yūdai Iwama
Yūdai Iwama (japanisch 岩間 雄大 Iwama Yūdai; * 21. Februar 1986 in der Präfektur Tokio) ist ein japanischer Fußballspieler.

## Karriere
Iwama erlernte das Fußballspielen in der Schulmannschaft der Horikoshi High School. Seinen ersten Vertrag unterschrieb er 2004 beim FC Korea. 2007 wechselte er zum Drittligisten Arte Takasaki. 2011 wechselte er zum Ligakonkurrenten V-Varen Nagasaki. 2012 wurde er mit dem Verein Meister der Japan Football League und stieg in die J2 League auf. 2014 wechselte er zum Ligakonkurrenten Matsumoto Yamaga FC. 2014 wurde er mit dem Verein Vizemeister der zweiten Liga und stieg in die erste Liga auf. Am Ende der Saison 2015 stieg der Verein wieder in die zweite League ab. Für den Verein absolvierte er 181 Ligaspiele. 2019 wechselte er nach Utsunomiya zum Zweitligisten Tochigi SC. Für Tochigi stand er 43-mal in der zweiten Liga auf dem Spielfeld. Im August 2021 ging er in die dritte Liga. Hier schloss er sich dem Fujieda MYFC an. Der Viertligist ReinMeer Aomori FC lieh ihn im Juli 2022 für den Rest der Saison aus. Für ReinMeer bestritt er 14 Ligaspiele. Nach der Ausleihe wurde er von ReinMeer im Februar 2023 fest unter Vertrag genommen. 2023 bestritt er 28 Ligaspiele. Der Sechstligist Ococias Kyoto AC nahm ihn im Januar 2024 unter Vertrag. Mit dem Verein aus Kyōto spielt in der Kansai Soccer League (Div.2).